# Vanda merrillii
Vanda merrillii Ames & Quisumb., 1932 è una pianta della famiglia delle Orchidacee endemica delle Filippine.

## Descrizione

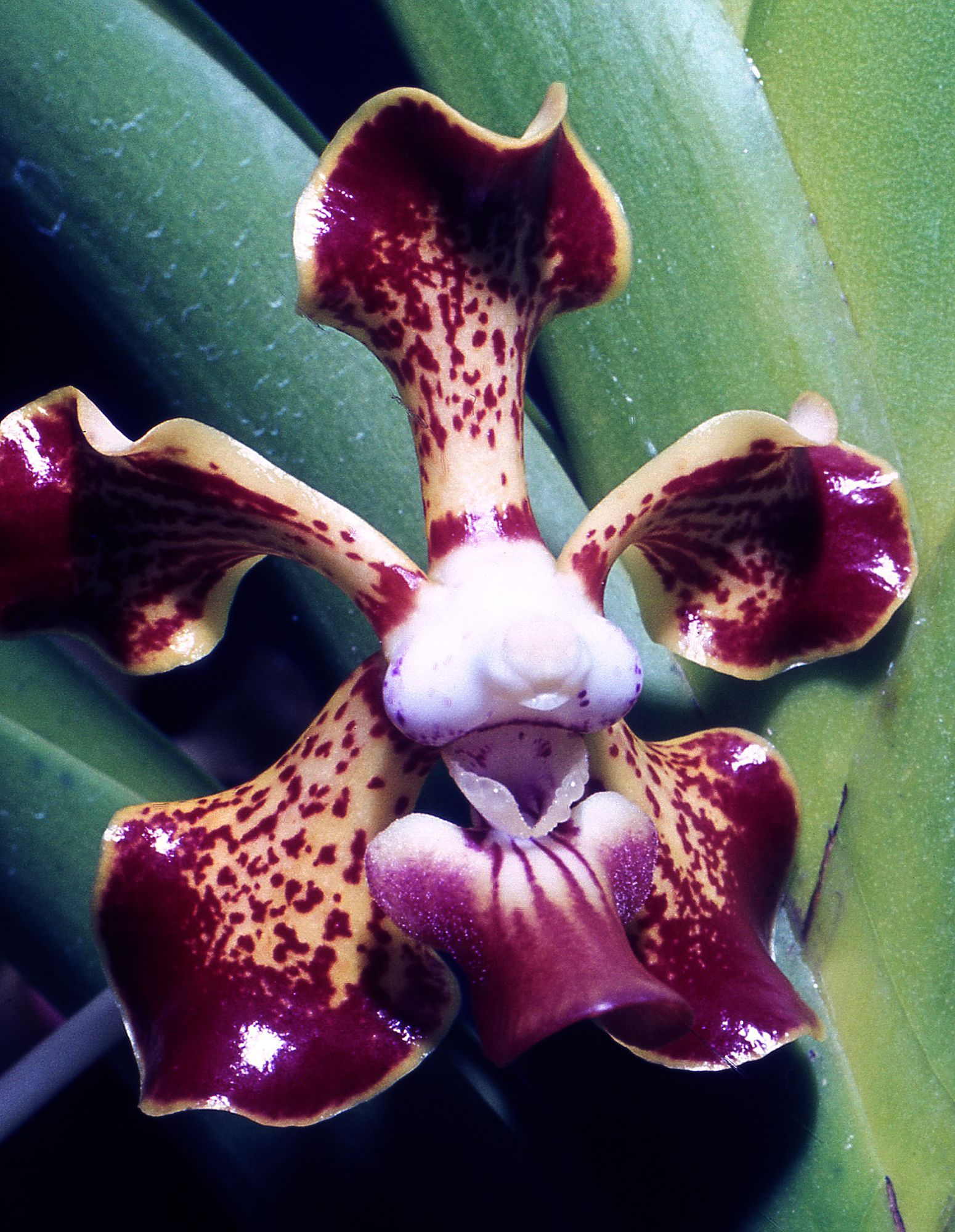
Primo piano del fiore

È un'orchidea di grandi dimensioni che cresce epifita nelle foreste tropicali delle Filippine (endemica). Presenta un fusto allungato a crescita monopodiale che porta molte foglie carnose, lineari-oblunghe di colore verde brillante. La fioritura avviene in primavera  su un'infiorescenza ascellare da ascendente a orizzontale, lunga in media 25 centimetri e recante da 10 a 15  fiori. Questi sono grandi da 4 a 5 centimetri, profumati di spezie, carnosi, cerosi, patinati, con petali e sepali dai caratteristici bordi ondulati di colore dal giallo al rosso scuro, come il labello trilobato, che presenta però anche parti bianco rosate.

## Distribuzione e habitat
La specie è endemica dell'isola di Luzon nelle Filippine, dove cresce epifita, a quote intorno ai 500 metri di altitudine.

## Coltivazione
Questa pianta richiede molta luce, ma non i raggi diretti del sole, nel periodo della fioritura gradisce temperature elevate ed irrigazioni frequenti, nel periodo di riposo è preferibile diminuire la temperatura e sospendere le irrigazioni.